# Wałęsa. Człowiek z teczki
Wałęsa. Człowiek z teczki – książka autorstwa Sławomira Cenckiewicza, opublikowana przez Wydawnictwo Zysk i S-ka 14 października 2013 w Poznaniu.
Publikacja o charakterze publicystyczno-historycznym w zamierzeniu autora jest całościowym spojrzeniem i opisem osoby Lecha Wałęsy. Oficjalnie została przedstawiona jako „kontrapunkt do filmu pt. Wałęsa. Człowiek z nadziei” w reżyserii Andrzeja Wajdy z 2013. Liczy 447 stron i składa się z 18 rozdziałów. Jak przyznał Sławomir Cenckiewicz, do napisania książki skłonił go istniejący jego zdaniem „powszechny deficyt niewiedzy” dotyczący Lecha Wałęsy, chęć opisania i przedstawienia treści, które nie znalazły się w monografii SB a Lech Wałęsa (2008), napisanej z Piotrem Gontarczykiem, a dodatkowo zainspirowanie – jego zdaniem – „kłamliwym filmem Wajdy”, tzn. filmem Wałęsa. Człowiek z nadziei.
Książka została zadedykowana Grzegorzowi Lewandowskiemu (1963-1967), przedstawianemu jako nieślubne dziecko Lecha Wałęsy (wcześniej informacje o tym publikował Paweł Zyzak w książce Lech Wałęsa – idea i historia z 2009).

## Odbiór
Publikacja spotkała się z recenzjami o różnym wydźwięku.
Paweł Korczak z serwisu „Opiniobook” rekomendował książkę czytelnikom jako przedstawiającą „zupełnie inny i niepopularny obraz najsłynniejszego stoczniowego elektryka”, która w przeciwieństwie do poprzednich dzieł autora została napisana „nienaukowym językiem” oraz stwierdził, że zostały w niej ukazane „jaskrawa i brutalna prawda o esbeckich źródłach mitu Wałęsy” i „zupełnie odbrązowiony obraz ikony i legendy "Solidarności"”. Przychylnie przyjęła książkę Anna Zechenter z „Naszego Dziennika”, która wskazała, że autor „demaskuje i obnaża” Lecha Wałęsę „przeciwstawiając się hagiograficznemu przesłaniu filmu Andrzeja Wajdy”. Zdecydowanie pozytywne recenzje zostały opublikowane na portalach internetowych: prawy.pl autorstwa Wandy Grudzień (stwierdziła, że autor „przybliżył "transparentną" przeszłość Lecha Wałęsy” i poleciła publikację szczególnie młodszemu pokoleniu czytelników), prawica.net autorstwa Jana Bodakowskiego (uznał, że publikacja „wciąga czytelników niczym najlepszy kryminał”) oraz prawymsierpowym.pl (książka uznana za „odtrutka na kłamliwy film Wajdy o Wałęsie”).

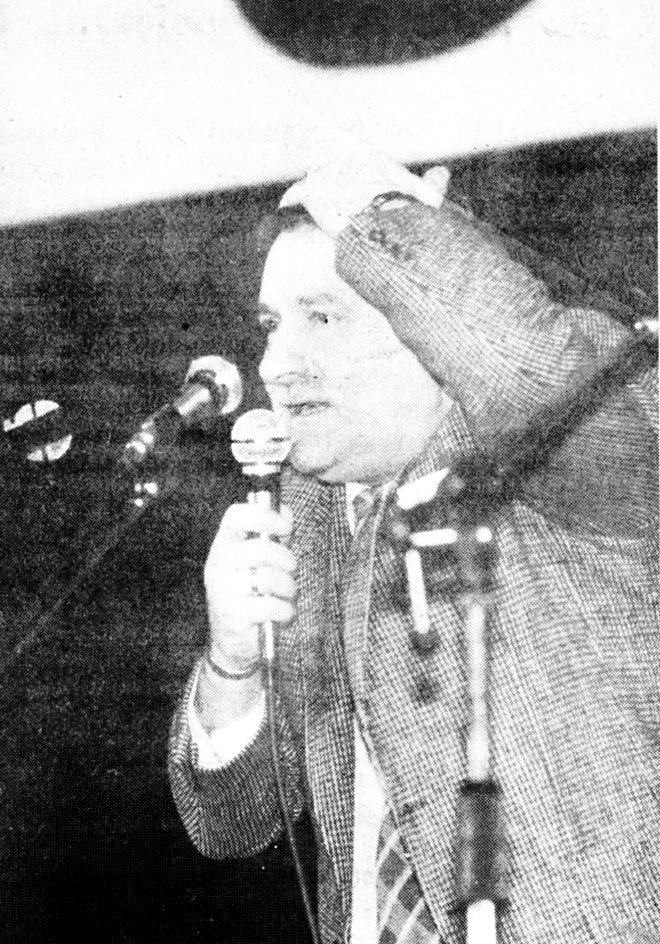
Lech Wałęsa (1990)

Krytyczne stanowisko po lekturze książki wyraziła Ewelina Tondys z serwisu „Bookeriada”, która zauważyła „niechęć autora do tytułowej postaci” oraz zarzuciła Cenckiewiczowi „skrajny radykalizm i ogromna surowość, brak jasnych stron” oraz pisanie pod z góry przyjęte tezy. Skrajnie negatywne stanowisko na temat treści książki przyjął publicysta „Gazety Wyborczej”, Adam Leszczyński, który uznał publikację Sławomira Cenckiewicza za „kubeł pomyj”, w którym autor „serdecznie nienawidzi swojego bohatera”,  „wybiera z jego biografii wyłącznie to, co jest najgorsze i najbardziej podejrzane”, co w ocenie Leszczyńskiego sprawia, że książka jest niewiarygodna.
W grudniu 2013 na temat publikacji wypowiedział się Lech Wałęsa, który w piśmie skierowanym do Wydawnictwa Zysk i S-ka oświadczył, że w treści książki znalazły się w jego mniemaniu „skandaliczne pomówienia i jawne kłamstwa, godzące w jego imię i w faktografię historyczną”, po czym zażądał wycofania książki ze sprzedaży oraz przeprosin w okresie dwóch tygodni, w przeciwnym razie zapowiedział złożenie pozwu sądowego.
W styczniu 2014 w imieniu Lecha Wałęsy Piotr Gulczyński wydał oświadczenie, w którym poinformował, że wobec stwierdzenia przez Instytut Lecha Wałęsy naruszenia dóbr osobistych Lecha Wałęsy w treści książki, został złożony w sądzie wniosek o zawezwanie Sławomira Cenckiewicza oraz wydawnictwa Zysk i S-ka do ugody. Na posiedzeniu właściwego sądu rejonowego w Poznaniu zaproponowana przez Instytut Lecha Wałęsy ugoda, zawierająca m.in. żądanie przeprosin, została odrzucona zarówno przez Wydawnictwo Zysk i S-ka, jak i przez autora książki. W opinii Sławomira Cenckiewicza „w części dotyczącej zarzutów podniesionych przez L. Wałęsę i Fundację Instytutu Lecha Wałęsy, wykorzystano jedynie ustalenia i dorobek już znany, nierzadko ogłoszony znacznie wcześniej przez innych badaczy i publicystów”.